# سروستان (باغ‌ملک)
سروستان (باغ‌ملک)، روستایی از توابع بخش مرکزی شهرستان باغ‌ملک در استان خوزستان ایران است.

## جمعیت
این روستا در دهستان هپرو قرار دارد و عمدتادرتابستان موردسکونت است ودرزمستانهابدلیل برودت هواوخرابی وسیل راه دسترسی  خالی ازسکنه است .مالکین  باغات روستاساکن روستاهای لاکم گودانجیرشهرک وجولرهستند.شاه امیری وسروستانی هابراساس سرشماری مرکز آمار ایران در سال ۱۳۸۵، جمعیت آن زیر سه خانوار بوده‌است.